# Cuarteto Patria
Cuarteto Patria est un groupe de musique cubaine de trova fondé en 1939 à Santiago de Cuba.
Il était dirigé par Francisco Cobas la O (Pancho Cobas), accompagné de Emilia Gracia, Rigoberto Hechaverría (Maduro).
Le style original était la trova traditionnelle, avec des boléros. Au fil du temps, les membres et la musique ont changé. Le changement de loin le plus important a été l'arrivée d'Eliades Ochoa en 1978, qui s'est avéré être un choix inspiré.
La première formation du quatuor  était composée de :
- Emilia García : Clave et voix.
- Francisco Cobas La O "Pancho" : Voix et guitare. (fondateur de la Vieja Trova Santiaguera).
- Rigoberto Echevarría "Maduro" : Troisième guitare et quatrième guitare.
- Reinaldo Hierrezuelo : Maracas. (plus tard membre de Los Compadres, La Sonora Matancera et La Vieja Trova Santiaguera).

Le groupe a tourné en Guadeloupe, Martinique, Grenade, Curaçao, Nicaragua, Brésil, République Dominicaine, USA (Carnegie Hall à New York), Canada  Espagne, France (Olympia de Paris), Pays-Bas , Italie et Japon.
En 2001, ils ont reçu le Premio de la música de la Sociedad General de Autores y Editores de España (SGAE) y la Asociación de Intérpretes y Ejecutantes de España (AIE) [Prix musical de la société espagnole des auteurs, éditeurs et interprètes musicaux] pour le meilleur album de musique traditionnelle. 

## Discographie
- A una coqueta - 1993 (Corason COCD106)
- The lion is loose - 1995 (Cubason CORA125)
- CubAfrica with Manu Dibango - 1998 (Mélodie 79593.2)
- Sublime Ilusión - 1999 (Virgin DGVIR 85) which was nominated for a Grammy in 2000
- Tribute to the Cuarteto Patria - 2000 (Higher Octave)
- Estoy como nunca - 2002 (Higher Octave)
- A la Casa de la Trova - 2005 (Escondida/Ultra)
- La collección cubana: Eliades Ochoa - 2006 compilation (Nascente NSCD 114)